# Inger René

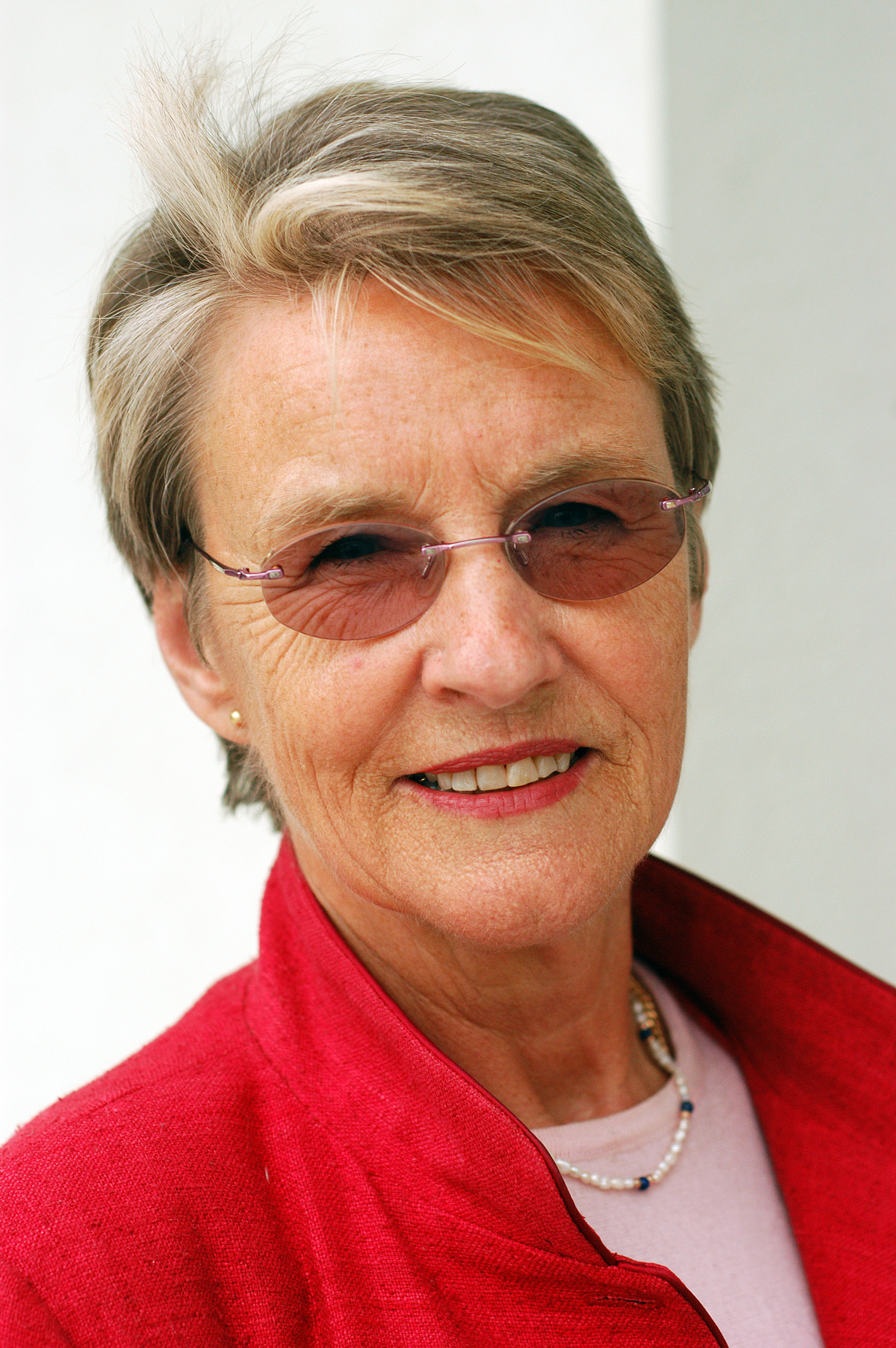
Inger René 2005.

Inger Margareta René, född Hellgren 25 maj 1937 i Enskede församling i Stockholm, är en svensk politiker (moderat), som var riksdagsledamot 1988–1989 (ersättare) och 1991–2010 (ordinarie ledamot). Hon var åren 2010 till 2022 kommunfullmäktiges ordförande i Partille kommun.

## Politisk karriär
René är pensionerad högskoleadjunkt och har arbetat som hushållslärare och lärarutbildare. Hon var invald i riksdagen för Västra Götalands läns västra valkrets och var bland annat Lagutskottet sista ordförande 2002–2006, vice ordförande i Civilutskottet 2006–2010 och ledamot av Konstitutionsutskottet 1991–2002. Hon har även varit ordförande i valberedningen, ledamot i Krigsdelegationen, ordförande i Signalspaningskommittén och ordförande för Riksdagens delegation till Interparlamentariska unionen.
René valdes i november 2010 till kommunfullmäktiges ordförande i Partille kommun för perioden 1 november 2010–31 oktober 2014. Hon omvaldes i oktober 2014 för perioden 15 oktober 2014–14 oktober 2018. Hon omvaldes i oktober 2018 för perioden 15 oktober 2018–14 oktober 2022. Hon valdes i november 2022 till ledamot i bygg- och miljönämnden för perioden 2023 till 2026.